# Formel-1-Weltmeisterschaft 2022
Die Formel-1-Weltmeisterschaft 2022 war die 73. Formel-1-Weltmeisterschaft. Für die Saison wurden bedeutende Änderungen im technischen Reglement vorgenommen, welche bereits zur Saison 2021 eingeführt werden sollten, aber als Reaktion auf die COVID-19-Pandemie um ein Jahr verschoben wurden. Max Verstappen konnte erfolgreich seinen WM-Titel aus dem Vorjahr verteidigen, parallel gewann Red Bull Racing zum ersten Mal seit 2013 die Konstrukteursmeisterschaft.
Dies war die letzte Saison für den vierfachen Weltmeister Sebastian Vettel. Der siebenfache Weltmeister Lewis Hamilton erlebte eine schwierige Saison mit Mercedes und konnte sich während der Saison weder eine Pole-Position noch einen Grand-Prix-Sieg sichern, das erste Mal in seiner Formel-1-Karriere seit seinem Beginn im Jahr 2007.

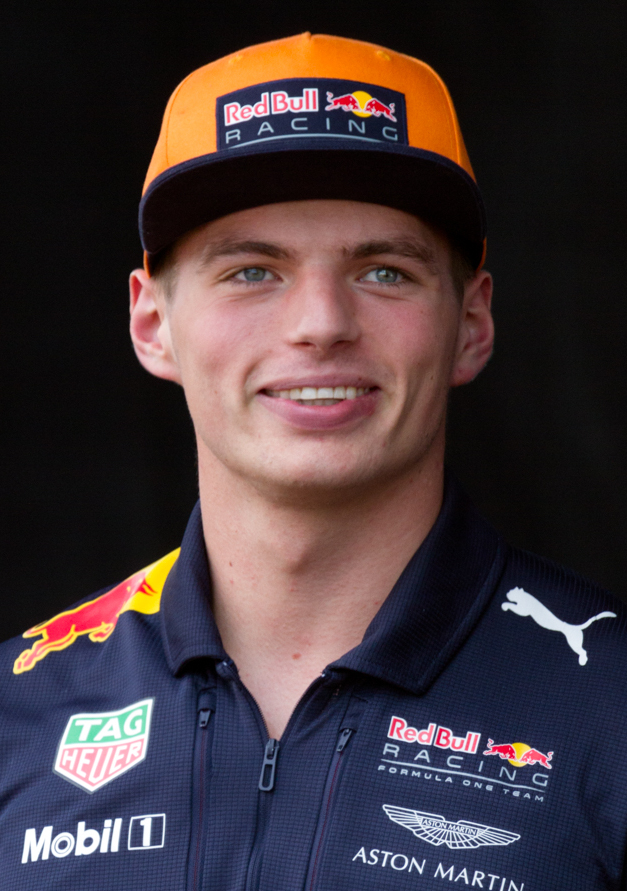
Weltmeister Max Verstappen

## Änderungen 2022

### Strecken
2022 fand der erste Große Preis von Miami statt, der auf dem neu errichteten Miami International Autodrome auf dem Gelände des Hard Rock Stadium in Miami Gardens, Florida, ausgetragen wurde. Der Große Preis von China entfiel erneut, dafür fand bereits im dritten Jahr in Folge der Große Preis der Emilia-Romagna auf dem Autodromo Enzo e Dino Ferrari in Imola statt. Ebenfalls kehrten der Großen Preise von Australien, Kanada, Singapur und Japan nach zweijähriger Abwesenheit, bedingt durch die COVID-19-Pandemie, in den Rennkalender zurück.
Der 2021 erstmals ausgetragene Große Preis von Katar wurde aufgrund der im selben Jahr in Katar stattfindenden Fußball-Weltmeisterschaft nicht in den Rennkalender mit aufgenommen. Der Große Preis von Portugal und der Große Preis der Türkei, die im Vorjahr ausgetragen wurden, entfielen ebenfalls.

### Auswirkungen des russischen Angriffs auf die Ukraine
Aufgrund des russischen Überfalls auf die Ukraine gab die Formel 1 am 25. Februar bekannt, dass es unter den derzeitigen Umständen unmöglich sei, den Großen Preis von Russland abzuhalten. Bereits einen Tag vorher hatte Sebastian Vettel mitgeteilt, dass er den Großen Preis von Russland boykottieren werde, sollte dieser stattfinden. Kurze Zeit später strich die FIA das Rennen auch aus dem offiziellen Rennkalender und kündigte den Vertrag mit dem Ausrichter des Rennens, somit wird auch in Zukunft kein Großer Preis von Russland stattfinden. Außerdem wurde am 18. Mai veröffentlicht, dass man den russischen Grand Prix trotz des frei gewordenen Platzes für einen möglichen Grand Prix nicht ersetzen werde. Fahrer mit russischer Nationalität dürfen jedoch weiterhin unter neutraler Flagge der FIA fahren. Der britische Automobilverband sprach dagegen am 2. März ein Startverbot für russische Fahrer aus, es durfte damit kein Rennfahrer mit russischer Lizenz am Großen Preis von Großbritannien teilnehmen. Der Rennstall Haas kündigte seine Zusammenarbeit mit dem russischen Hauptsponsor und trennte sich von seinem russischen Fahrer Nikita Masepin, dessen Vater Dmitri Masepin direkte Verbindungen zu Wladimir Putin hat und in Folge des Ukrainekrieges auf mehrere Sanktionslisten aufgenommen wurde. Auch gegen Nikita Masepin selbst wurden Sanktionen erlassen.

### Wirtschaftliches Reglement
Nachdem im Jahr 2021 eine Budgetobergrenze ins Regelwerk aufgenommen worden war, um für mehr Chancengleichheit zu sorgen, wurde aufgrund der Inflation beschlossen, die Budgetobergrenze von umgerechnet rund 141 Millionen Euro um 3,1 Prozent anzuheben. Der Entschluss folgte einer Mehrheitsentscheidung infolge einer Abstimmung unter den 10 Formel-1-Teams, die sich für die Anhebung aussprachen.

### Technisches Reglement

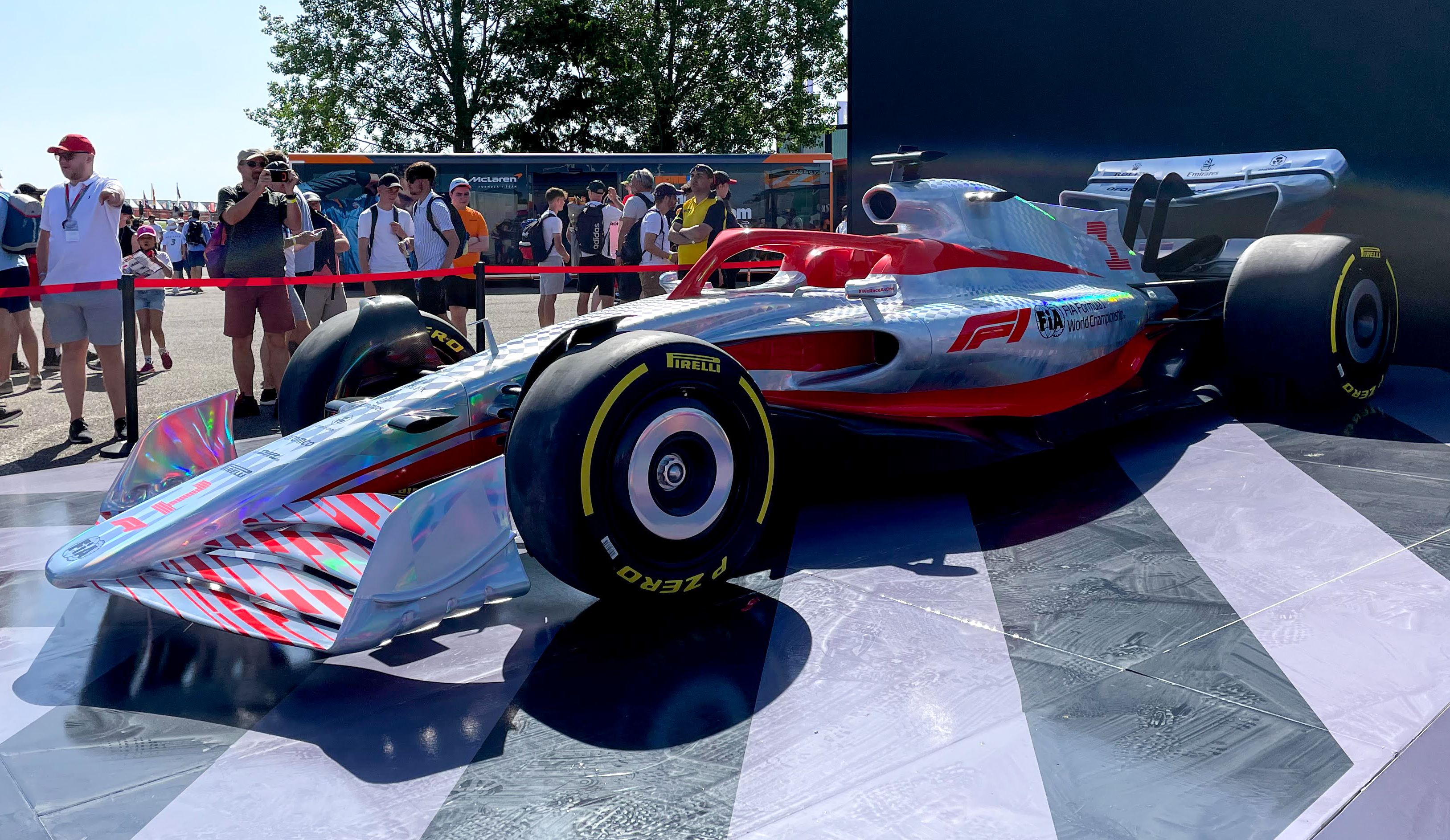
Offizieller Prototyp der Rennserie eines Formel-1-Rennwagens nach Regeln der Saison 2022 beim Großen Preis von Großbritannien 2021

Für die Formel-1-Weltmeisterschaft 2022 wurde das technische Reglement umfangreich überarbeitet. Diese Änderungen waren für die Saison 2021 geplant, wobei die Teams ihre Autos während des Jahres 2020 entwickeln sollten. Die Einführung des neuen Reglements wurde jedoch als Reaktion auf die COVID-19-Pandemie um ein Jahr verschoben. Nachdem die Verzögerung bekanntgegeben worden war, wurde den Teams die Entwicklung ihrer Autos für 2022 im Kalenderjahr 2020 untersagt.
Die Fahrer wurden bei der Ausarbeitung des neuen technischen Reglements mit einbezogen. Die FIA schuf eine spezielle Arbeitsgruppe, ein Komitee von Ingenieuren, die die Aufgabe hatten, Schlupflöcher im Reglement zu identifizieren und zu schließen. Die Beseitigung von Schlupflöchern soll verhindern, dass ein Team aufgrund eines solchen Schlupfloches ein dominantes Auto entwickelt, und im Gegenzug einen engeren Wettbewerb ermöglichen.
Neben den aerodynamischen Änderungen werden seit der Meisterschaft 2022 Felgen mit einem Durchmesser von 18 Zoll anstelle von 13 Zoll verwendet. Der Reifenhersteller Pirelli gab allen Teams während des Jahres 2021 die Möglichkeit, Testfahrten mit Prototypen der neuen Räder durchzuführen.
Die Formel 1 plant, bis 2025 klimaneutral zu werden. Ab 2022 wurde deshalb der Kraftstoff auf E10 – Benzin mit zirka zehn Prozent Bioethanolanteil – umgestellt.

### Sportliches Reglement
Ab der Saison 2022 muss jedes Team an mindestens zwei Freitagstrainings einen „Young Driver“ einsetzen, der das Cockpit eines Stammfahrers für die Trainingssession übernimmt, wobei dieser je einen Stammfahrer mindestens einmal ersetzen muss. Damit soll den Nachwuchsfahrern der Einstieg in die Formel-1-Weltmeisterschaft erleichtert werden. Als „Young Driver“ gelten in diesem Zusammenhang Fahrer, die nicht mehr als zwei Rennen in der Formel 1 bestritten haben.
Die Qualifying-Regel, dass alle Fahrer, die für das 3. Qualifying qualifiziert waren, mit den Reifen im Rennen starten müssen, mit denen sie ihre schnellste Runde im 2. Qualifying gefahren sind, fällt weg. Ab sofort können nun alle Fahrer vor dem Rennen, unabhängig von ihrem Abschneiden im Qualifying, ihre gewünschte Reifenmischung der vorgegebenen Mischungen auswählen.
Wie im Vorjahr findet an drei Rennwochenenden ein Sprint (zuvor als Sprint-Qualifying bezeichnet) statt. Das Format selbst bleibt gegenüber der Vorsaison unverändert. Eine Anpassung fand bei der Punktevergabe statt; so erhalten nun die acht bestplatzierten Fahrer des Sprints Punkte nach dem Schema 8–7–6–5–4–3–2–1. Zudem gilt als offizieller Pole-Setter nun derjenige Fahrer, der im Qualifying die Bestzeit erzielt, während der Sieger des Sprints im Grand Prix vom ersten Platz startet.
Als Reaktion auf die umstrittenen Entscheidungen der Rennleitung beim Großen Preis von Belgien 2021 wurde die Punktevergabe im Falle eines Rennabbruchs überarbeitet. Es werden nur noch dann Punkte für die Weltmeisterschaft vergeben, wenn mindestens zwei Runden unter Rennbedingungen (d. h. ohne reales oder virtuelles Safety-Car) absolviert wurden. Die Punkte werden dabei wie folgt vergeben:
- Sind mindestens zwei Runden, aber weniger als 25 Prozent der geplanten Renndistanz absolviert, erhalten die fünf bestplatzierten Fahrer Punkte nach dem Schema 6–4–3–2–1.
- Sind mindestens 25, aber weniger als 50 Prozent der geplanten Renndistanz absolviert, erhalten die neun bestplatzierten Fahrer Punkte nach dem Schema 13–10–8–6–5–4–3–2–1.
- Sind mindestens 50, aber weniger als 75 Prozent der geplanten Renndistanz absolviert, erhalten die zehn bestplatzierten Fahrer Punkte nach dem Schema 19–14–12–10–8–6–4–3–2–1.
- Sind mindestens 75 Prozent der geplanten Renndistanz absolviert, werden Punkte nach dem regulären Schema vergeben (25–18–15–12–10–8–6–4–2–1 für die ersten Zehn).[26]

### Teams
Das Panthera Team Asia kündigte seine Absicht an, ab 2022 an der Formel-1-Weltmeisterschaft teilzunehmen, war aber gezwungen, seine Pläne wegen der COVID-19-Pandemie zu verschieben. Das Ausbleiben von Nachrichten über das Team hat jedoch seine mögliche Teilnahme im Jahr 2022 in Frage gestellt.
Ex-Formel-1-Pilot Michael Andretti hatte Anfang Oktober 2021 Interesse an einem Einstieg in die Formel 1 mit einem eigenen Team zur Saison 2022 bekundet. Dafür verhandelte man eine Übernahme von Sauber. Ende Oktober 2021 lehnte Sauber-Eigentümer Finn Rausing das Übernahmeangebot wegen Meinungsverschiedenheiten mit Andretti über die Führung des Unternehmens ab.

### Motorenhersteller
Honda kündigte an, zum Ende der Formel-1-Weltmeisterschaft 2021 sein Engagement in der Rennserie zu beenden und keine Motoren mehr zu produzieren und zu liefern. Das Unternehmen hatte die Scuderia AlphaTauri (bis 2019 Scuderia Toro Rosso) seit 2018 und Red Bull Racing seit 2019 mit Aggregaten versorgt. Red Bull Racing wird das Motorenprogramm von Honda übernehmen und es intern verwalten. Eine neue Abteilung namens Red Bull Powertrains wurde dafür gegründet. Die Entscheidung wurde getroffen, nachdem mit den anderen Konstrukteuren der Rennserie über einen Entwicklungsstopp der Motoren bis einschließlich der Formel-1-Weltmeisterschaft 2025 verhandelt worden war. Red Bull Racing fehle die Kapazität, einen neuen Motor zu entwickeln. Darüber hinaus waren Red Bull Racing und die Scuderia AlphaTauri nicht bereit, erneut Kundenteam von Renault zu werden.

### Fahrer
Kimi Räikkönen beendete seine Karriere in der Formel-1-Weltmeisterschaft nach der Saison 2021. Sein Nachfolger bei Alfa Romeo Racing wird Valtteri Bottas, der Mercedes nach fünf Saisons verlässt. Dessen Platz bei Mercedes nimmt wiederum George Russell ein, der Williams nach drei Saisons verlässt und einen mehrjährigen Vertrag erhält. Williams bestätigte, mit Alexander Albon, der nach einjähriger Abwesenheit und einer DTM-Saison in die Formel 1 zurückkehrt und George Russell nachfolgt, und Nicholas Latifi anzutreten.
Zhou Guanyu steigt neu in die Formel-1-Weltmeisterschaft ein und wird Bottas' Teamkollege bei Alfa Romeo. Er wird Nachfolger von Antonio Giovinazzi, der seit 2019 für das Team fuhr und zur Saison 2021/22 in die FIA-Formel-E-Weltmeisterschaft zum Team Dragon/Penske Autosport wechselt. Giovinazzi wird zudem neben Mick Schumacher Test- und Ersatzfahrer bei der Scuderia Ferrari.
Am 5. März 2022 gab Haas bekannt, dass der Vertrag mit Nikita Masepin wegen des russischen Überfalls auf die Ukraine aufgelöst wurde. Auch der Vertrag mit Titelsponsor Uralkali wurde beendet. Als Ersatz wurde Kevin Magnussen verpflichtet, der bereits von 2017 bis 2020 für das Team gefahren war und nach einem Jahr in der IMSA WeatherTech SportsCar Championship in die Formel-1-Weltmeisterschaft zurückkehrt.
Im Vorfeld des Großen Preises von Bahrain wurde Sebastian Vettel positiv auf COVID-19 getestet, er wurde für dieses Rennwochenende sowie den Großen Preis von Saudi-Arabien von Ersatzfahrer Nico Hülkenberg vertreten, der damit sein erstes Rennen seit dem Großen Preis der Eifel 2020 bestritt.
Vor dem dritten freien Training beim Großen Preis von Italien wurde Alexander Albon wegen einer Appendizitis medizinisch behandelt und konnte deshalb am restlichen Rennwochenende nicht teilnehmen. Er wurde von Nyck de Vries vertreten, welcher damit sein Grand Prix-Debüt gab. Bei seinem Debüt erreichte de Vries den neunten Platz und erzielte damit seine ersten zwei Punkte.

### Rennleitung
In Folge der umstrittenen Entscheidungen während des Großen Preises von Abu Dhabi 2021 gab die FIA am 17. Februar 2022 bekannt, dass Michael Masi in der Saison 2022 nicht mehr als Rennleiter fungieren wird. Stattdessen wird die Rennleitung im Wechsel von Eduardo Freitas und Niels Wittich, unterstützt von Herbie Blash sowie einem „Virtual Race Control Room“, übernommen werden.

## Teams und Fahrer
In der Übersicht werden alle Fahrer aufgeführt, die für die Saison 2022 mit einem Rennstall einen Vertrag als Stamm-, Test- oder Ersatzfahrer abgeschlossen haben.
Die Teams sind nach der Reihenfolge der Konstrukteurs-WM 2021 angeordnet, allerdings wird Red Bull Racing als Team des Fahrer-Weltmeisters von 2021 als Erstes eingeordnet.
| Bild                              | Team                                  | Chassis                           | Motor                             | Reifen | Nr.  | Stammfahrer      | Rennen      | Test-/ Ersatzfahrer |
| --------------------------------- | ------------------------------------- | --------------------------------- | --------------------------------- | ------ | ---- | ---------------- | ----------- | --- |
| Red Bull Racing RB18              | Oracle Red Bull Racing                | Red Bull Racing RB18              | Red Bull RBPTH001                 | P      | 01 a | Max Verstappen   | 1–22        | Sébastien Buemi Liam Lawson Jüri Vips b                                                                                        |
| Red Bull Racing RB18              | Oracle Red Bull Racing                | Red Bull Racing RB18              | Red Bull RBPTH001                 | P      | 11   | Sergio Pérez     | 1–22        | Sébastien Buemi Liam Lawson Jüri Vips b                                                                                        |
| Mercedes-AMG F1 W13 E Performance | Mercedes-AMG Petronas F1 Team         | Mercedes-AMG F1 W13 E Performance | Mercedes-AMG F1 M13 E Performance | P      | 63   | George Russell   | 1–22        | Stoffel Vandoorne Nyck de Vries Frederik Vesti                                                                                 |
| Mercedes-AMG F1 W13 E Performance | Mercedes-AMG Petronas F1 Team         | Mercedes-AMG F1 W13 E Performance | Mercedes-AMG F1 M13 E Performance | P      | 44   | Lewis Hamilton   | 1–22        | Stoffel Vandoorne Nyck de Vries Frederik Vesti                                                                                 |
| Ferrari F1-75                     | Scuderia Ferrari                      | Ferrari F1-75                     | Ferrari 066/7                     | P      | 16   | Charles Leclerc  | 1–22        | Antonio Giovinazzi Robert Schwarzman Mick Schumacher                                                                           |
| Ferrari F1-75                     | Scuderia Ferrari                      | Ferrari F1-75                     | Ferrari 066/7                     | P      | 55   | Carlos Sainz jr. | 1–22        | Antonio Giovinazzi Robert Schwarzman Mick Schumacher                                                                           |
| McLaren MCL36                     | McLaren F1 Team                       | McLaren MCL36                     | Mercedes-AMG F1 M13 E Performance | P      | 03   | Daniel Ricciardo | 1–22        | Colton Herta Oscar Piastri Paul di Resta Will Stevens Oliver Turvey Stoffel Vandoorne Nyck de Vries Patricio O’Ward Alex Palou |
| McLaren MCL36                     | McLaren F1 Team                       | McLaren MCL36                     | Mercedes-AMG F1 M13 E Performance | P      | 04   | Lando Norris     | 1–22        | Colton Herta Oscar Piastri Paul di Resta Will Stevens Oliver Turvey Stoffel Vandoorne Nyck de Vries Patricio O’Ward Alex Palou |
| Alpine A522                       | BWT Alpine F1 Team                    | Alpine A522                       | Renault E-Tech RE22               | P      | 14   | Fernando Alonso  | 1–22        | Oscar Piastri Jack Doohan |
| Alpine A522                       | BWT Alpine F1 Team                    | Alpine A522                       | Renault E-Tech RE22               | P      | 31   | Esteban Ocon     | 1–22        | Oscar Piastri Jack Doohan |
| AlphaTauri AT03                   | Scuderia AlphaTauri                   | AlphaTauri AT03                   | Red Bull RBPTH001                 | P      | 10   | Pierre Gasly     | 1–22        | Liam Lawson |
| AlphaTauri AT03                   | Scuderia AlphaTauri                   | AlphaTauri AT03                   | Red Bull RBPTH001                 | P      | 22   | Yuki Tsunoda     | 1–22        | Liam Lawson |
| Aston Martin AMR22                | Aston Martin Aramco Cognizant F1 Team | Aston Martin AMR22                | Mercedes-AMG F1 M13 E Performance | P      | 18   | Lance Stroll     | 1–22        | Nico Hülkenberg Nyck de Vries Felipe Drugovich                                                                                 |
| Aston Martin AMR22                | Aston Martin Aramco Cognizant F1 Team | Aston Martin AMR22                | Mercedes-AMG F1 M13 E Performance | P      | 05   | Sebastian Vettel | 3–22        | Nico Hülkenberg Nyck de Vries Felipe Drugovich                                                                                 |
| Aston Martin AMR22                | Aston Martin Aramco Cognizant F1 Team | Aston Martin AMR22                | Mercedes-AMG F1 M13 E Performance | P      | 27   | Nico Hülkenberg  | 1, 2        | Nico Hülkenberg Nyck de Vries Felipe Drugovich                                                                                 |
| Williams FW44                     | Williams Racing                       | Williams FW44                     | Mercedes-AMG F1 M13 E Performance | P      | 23   | Alexander Albon  | 1–15, 17–22 | Jack Aitken Nyck de Vries Logan Sargeant                                                                                       |
| Williams FW44                     | Williams Racing                       | Williams FW44                     | Mercedes-AMG F1 M13 E Performance | P      | 45   | Nyck de Vries    | 16          | Jack Aitken Nyck de Vries Logan Sargeant                                                                                       |
| Williams FW44                     | Williams Racing                       | Williams FW44                     | Mercedes-AMG F1 M13 E Performance | P      | 06   | Nicholas Latifi  | 1–22        | Jack Aitken Nyck de Vries Logan Sargeant                                                                                       |
| Alfa Romeo C42                    | Alfa Romeo F1 Team ORLEN              | Alfa Romeo C42                    | Ferrari 066/7                     | P      | 77   | Valtteri Bottas  | 1–22        | Antonio Giovinazzi Robert Kubica Callum Ilott Théo Pourchaire                                                                  |
| Alfa Romeo C42                    | Alfa Romeo F1 Team ORLEN              | Alfa Romeo C42                    | Ferrari 066/7                     | P      | 24   | Zhou Guanyu      | 1–22        | Antonio Giovinazzi Robert Kubica Callum Ilott Théo Pourchaire                                                                  |
| Haas VF-22                        | Haas F1 Team                          | Haas VF-22                        | Ferrari 066/7                     | P      | 20   | Kevin Magnussen  | 1–22        | Pietro Fittipaldi Antonio Giovinazzi                                                                                           |
| Haas VF-22                        | Haas F1 Team                          | Haas VF-22                        | Ferrari 066/7                     | P      | 47   | Mick Schumacher  | 1–22        | Pietro Fittipaldi Antonio Giovinazzi                                                                                           |

Anmerkungen:

## Saisonvorbereitung

### Testfahrten
Die Wintertestfahrten vor der Formel-1-Weltmeisterschaft 2022 wurden vom 23. bis zum 25. Februar auf dem Circuit de Barcelona-Catalunya in Spanien sowie vom 10. bis zum 12. März auf dem Bahrain International Circuit ausgetragen, wo auch das erste Rennen der Saison stattfand. McLaren-Pilot Daniel Ricciardo konnte aufgrund einer COVID-19-Infektion an den Testfahrten in Bahrain nicht teilnehmen.
Die Tests in Spanien wurden dabei offiziell „Shakedown“ genannt und fanden hinter verschlossenen Türen statt. Zuschauer an der Strecke waren nicht zugelassen, auch waren weder Live-Timing noch Live-Bilder im TV oder als Streaming verfügbar. Grund für dieses Vorgehen war der Vertrag mit dem Promoter des Großen Preises von Bahrain, der Exklusivität für die Vermarktung der Testfahrten in Bahrain vorsah.

### Testergebnisse

#### Barcelona
| Pos. | Fahrer           | Konstrukteur                 | Beste Runde | Tag 1    | Tag 2    | Tag 3    | Runden |
| ---- | ---------------- | ---------------------------- | ----------- | -------- | -------- | -------- | ------ |
| 01   | Lewis Hamilton   | Mercedes                     | 1:19,138    | 1:20,929 | 1:22,562 | 1:19,138 | 184    |
| 02   | George Russell   | Mercedes                     | 1:19,233    | 1:20,784 | 1:20,537 | 1:19,233 | 209    |
| 03   | Sergio Pérez     | Red Bull Racing-RBPT         | 1:19,556    | —        | 1:21,430 | 1:19,556 | 152    |
| 04   | Lando Norris     | McLaren-Mercedes             | 1:19,568    | 1:19,568 | —        | 1:20,827 | 155    |
| 05   | Charles Leclerc  | Ferrari                      | 1:19,689    | 1:20,165 | 1:19,689 | 1:19,831 | 203    |
| 06   | Max Verstappen   | Red Bull Racing-RBPT         | 1:19,756    | 1:22,246 | —        | 1:19,756 | 206    |
| 07   | Sebastian Vettel | Aston Martin Aramco-Mercedes | 1:19,824    | 1:21,276 | 1:20,784 | 1:19,824 | 174    |
| 08   | Pierre Gasly     | AlphaTauri-RBPT              | 1:19,918    | —        | 1:19,918 | 1:22,469 | 187    |
| 09   | Carlos Sainz jr. | Ferrari                      | 1:20,072    | 1:20,416 | 1:20,546 | 1:20,072 | 236    |
| 10   | Daniel Ricciardo | McLaren-Mercedes             | 1:20,288    | —        | 1:20,288 | 1:20,790 | 214    |
| 11   | Alexander Albon  | Williams-Mercedes            | 1:20,318    | 1:22,760 | 1:21,531 | 1:20,318 | 207    |
| 12   | Nicholas Latifi  | Williams-Mercedes            | 1:20,699    | 1:23,379 | 1:21,894 | 1:20,699 | 140    |
| 13   | Fernando Alonso  | Alpine-Renault               | 1:21,242    | 1:21,746 | —        | 1:21,242 | 139    |
| 14   | Nikita Masepin   | Haas-Ferrari                 | 1:21,512    | 1:24,505 | 1:21,512 | 1:26,229 | 71     |
| 15   | Yuki Tsunoda     | AlphaTauri-RBPT              | 1:21,638    | 1:21,638 | —        | —        | 121    |
| 16   | Zhou Guanyu      | Alfa Romeo-Ferrari           | 1:21,885    | —        | 1:21,885 | 1:21,939 | 112    |
| 17   | Lance Stroll     | Aston Martin Aramco-Mercedes | 1:21,920    | 1:23,327 | 1:21,920 | —        | 122    |
| 18   | Mick Schumacher  | Haas-Ferrari                 | 1:21,949    | 1:22,962 | 1:21,949 | —        | 89     |
| 19   | Esteban Ocon     | Alpine-Renault               | 1:22,164    | —        | 1:22,164 | —        | 125    |
| 20   | Valtteri Bottas  | Alfa Romeo-Ferrari           | 1:22,288    | 1:22,572 | 1:22,288 | 1:30,433 | 54     |
| 21   | Robert Kubica    | Alfa Romeo-Ferrari           | 1:25,909    | 1:25,909 | —        | —        | 9      |

#### as-Sachir
| Pos. | Fahrer            | Konstrukteur                 | Beste Runde | Tag 1    | Tag 2    | Tag 3    | Runden |
| ---- | ----------------- | ---------------------------- | ----------- | -------- | -------- | -------- | ------ |
| 01   | Max Verstappen    | Red Bull Racing-RBPT         | 1:31,720    | —        | 1:34,011 | 1:31,720 | 139    |
| 02   | Mick Schumacher   | Haas-Ferrari                 | 1:32,241    | —        | 1:37,846 | 1:32,241 | 104    |
| 03   | Charles Leclerc   | Ferrari                      | 1:32,415    | 1:34,531 | 1:34,366 | 1:32,415 | 169    |
| 04   | Fernando Alonso   | Alpine-Renault               | 1:32,698    | 1:36,745 | —        | 1:32,698 | 146    |
| 05   | George Russell    | Mercedes                     | 1:32,759    | 1:35,941 | 1:38,585 | 1:32,759 | 196    |
| 06   | Valtteri Bottas   | Alfa Romeo-Ferrari           | 1:32,985    | 1:35,495 | 1:36,987 | 1:32,985 | 159    |
| 07   | Yuki Tsunoda      | AlphaTauri-RBPT              | 1:33,002    | —        | 1:36,802 | 1:33,002 | 176    |
| 08   | Sergio Pérez      | Red Bull Racing-RBPT         | 1:33,105    | 1:35,977 | —        | 1:33,105 | 180    |
| 09   | Lando Norris      | McLaren-Mercedes             | 1:33,191    | 1:35,356 | 1:34,609 | 1:33,191 | 198    |
| 10   | Kevin Magnussen   | Haas-Ferrari                 | 1:33,207    | —        | 1:33,207 | 1:38,616 | 140    |
| 11   | Carlos Sainz jr.  | Ferrari                      | 1:33,532    | 1:34,359 | 1:33,532 | 1:34,905 | 180    |
| 12   | Sebastian Vettel  | Aston Martin Aramco-Mercedes | 1:33,821    | 1:35,706 | 1:36,020 | 1:33,821 | 166    |
| 13   | Pierre Gasly      | AlphaTauri-RBPT              | 1:33,902    | 1:33,902 | —        | 1:34,865 | 193    |
| 14   | Zhou Guanyu       | Alfa Romeo-Ferrari           | 1:33,959    | 1:37,164 | 1:39,984 | 1:33,959 | 184    |
| 15   | Lance Stroll      | Aston Martin Aramco-Mercedes | 1:34,064    | 1:34,736 | 1:34,064 | 1:36,029 | 172    |
| 16   | Lewis Hamilton    | Mercedes                     | 1:34,141    | 1:36,365 | 1:34,141 | 1:36,217 | 187    |
| 17   | Esteban Ocon      | Alpine-Renault               | 1:34,276    | 1:36,745 | 1:34,276 | —        | 153    |
| 18   | Alexander Albon   | Williams-Mercedes            | 1:35,070    | 1:35,070 | —        | 1:35,171 | 122    |
| 19   | Nicholas Latifi   | Williams-Mercedes            | 1:35,634    | —        | 1:39,845 | 1:35,634 | 136    |
| 20   | Pietro Fittipaldi | Haas-Ferrari                 | 1:37,422    | 1:37,422 | —        | —        | 47     |

## Rennkalender
Der Rennkalender wurde am 15. Oktober 2021 vom Weltrat der FIA bestätigt und umfasste ursprünglich 23 Rennen.
Am 25. Februar gab die FIA bekannt, dass es unter den derzeitigen Umständen aufgrund des russischen Überfalls auf die Ukraine unmöglich sei, den Großen Preis von Russland abzuhalten. Daraufhin entfernte die FIA den Großen Preis von Russland aus dem Rennkalender. Am 18. Mai 2022 wurde bekanntgegeben, dass der frei gewordene Platz nicht aufgefüllt wird, der Rennkalender umfasst somit 22 Grands Prix.
| Nr. | Datum         | Grand Prix (Strecke)         | Distanz (km) | Sieger                                | Zweiter                               | Dritter                               | Pole- Position                        | Schnellste Rennrunde                  | Gesamtführender Fahrer                | Gesamtführender Konstrukteur |  |
| --- | ------------- | ---------------------------- | ------------ | ------------------------------------- | ------------------------------------- | ------------------------------------- | ------------------------------------- | ------------------------------------- | ------------------------------------- | ---------------------------- |  |
| 01  | 20. März      | Bahrain (as-Sachir)          | 308,238      | Charles Leclerc (Ferrari)             | Carlos Sainz jr. (Ferrari)            | Lewis Hamilton (Mercedes)             | Charles Leclerc (Ferrari)             | Charles Leclerc (Ferrari)             | Charles Leclerc (Ferrari)             | Ferrari                      |  |
| 02  | 27. März      | Saudi-Arabien (Dschidda)     | 308,450      | Max Verstappen (Red Bull Racing-RBPT) | Charles Leclerc (Ferrari)             | Carlos Sainz jr. (Ferrari)            | Sergio Pérez (Red Bull Racing-RBPT)   | Charles Leclerc (Ferrari)             | Charles Leclerc (Ferrari)             | Ferrari                      |  |
| 03  | 10. April     | Australien (Melbourne)       | 306,124      | Charles Leclerc (Ferrari)             | Sergio Pérez (Red Bull Racing-RBPT)   | George Russell (Mercedes)             | Charles Leclerc (Ferrari)             | Charles Leclerc (Ferrari)             | Charles Leclerc (Ferrari)             | Ferrari                      |  |
| 04  | 23. April     | Emilia-Romagna (Imola)       | 103,089      | Max Verstappen (Red Bull Racing-RBPT) | Charles Leclerc (Ferrari)             | Sergio Pérez (Red Bull Racing-RBPT)   | Max Verstappen (Red Bull Racing-RBPT) | Sergio Pérez (Red Bull Racing-RBPT)   | Charles Leclerc (Ferrari)             | Ferrari                      |  |
| 04  | 24. April     | Emilia-Romagna (Imola)       | 309,049      | Max Verstappen (Red Bull Racing-RBPT) | Sergio Pérez (Red Bull Racing-RBPT)   | Lando Norris (McLaren-Mercedes)       | Max Verstappen (Red Bull Racing-RBPT) | Max Verstappen (Red Bull Racing-RBPT) | Charles Leclerc (Ferrari)             | Ferrari                      |  |
| 05  | 8. Mai        | Miami (Miami Gardens)        | 308,326      | Max Verstappen (Red Bull Racing-RBPT) | Charles Leclerc (Ferrari)             | Carlos Sainz jr. (Ferrari)            | Charles Leclerc (Ferrari)             | Max Verstappen (Red Bull Racing-RBPT) | Charles Leclerc (Ferrari)             | Ferrari                      |  |
| 06  | 22. Mai       | Spanien (Montmeló)           | 308,424      | Max Verstappen (Red Bull Racing-RBPT) | Sergio Pérez (Red Bull Racing-RBPT)   | George Russell (Mercedes)             | Charles Leclerc (Ferrari)             | Sergio Pérez (Red Bull Racing-RBPT)   | Max Verstappen (Red Bull Racing-RBPT) | Red Bull Racing-RBPT         |  |
| 07  | 29. Mai       | Monaco (Monte Carlo)         | 213,568      | Sergio Pérez (Red Bull Racing-RBPT)   | Carlos Sainz jr. (Ferrari)            | Max Verstappen (Red Bull Racing-RBPT) | Charles Leclerc (Ferrari)             | Lando Norris (McLaren-Mercedes)       | Max Verstappen (Red Bull Racing-RBPT) | Red Bull Racing-RBPT         |  |
| 08  | 12. Juni      | Aserbaidschan (Baku)         | 306,153      | Max Verstappen (Red Bull Racing-RBPT) | Sergio Pérez (Red Bull Racing-RBPT)   | George Russell (Mercedes)             | Charles Leclerc (Ferrari)             | Sergio Pérez (Red Bull Racing-RBPT)   | Max Verstappen (Red Bull Racing-RBPT) | Red Bull Racing-RBPT         |  |
| 09  | 19. Juni      | Kanada (Montréal)            | 305,270      | Max Verstappen (Red Bull Racing-RBPT) | Carlos Sainz jr. (Ferrari)            | Lewis Hamilton (Mercedes)             | Max Verstappen (Red Bull Racing-RBPT) | Carlos Sainz jr. (Ferrari)            | Max Verstappen (Red Bull Racing-RBPT) | Red Bull Racing-RBPT         |  |
| 10  | 3. Juli       | Großbritannien (Silverstone) | 306,198      | Carlos Sainz jr. (Ferrari)            | Sergio Pérez (Red Bull Racing-RBPT)   | Lewis Hamilton (Mercedes)             | Carlos Sainz jr. (Ferrari)            | Lewis Hamilton (Mercedes)             | Max Verstappen (Red Bull Racing-RBPT) | Red Bull Racing-RBPT         |  |
| 11  | 9. Juli       | Österreich (Spielberg)       | 099,188      | Max Verstappen (Red Bull Racing-RBPT) | Charles Leclerc (Ferrari)             | Carlos Sainz jr. (Ferrari)            | Max Verstappen (Red Bull Racing-RBPT) | Charles Leclerc (Ferrari)             | Max Verstappen (Red Bull Racing-RBPT) | Red Bull Racing-RBPT         |  |
| 11  | 10. Juli      | Österreich (Spielberg)       | 306,452      | Charles Leclerc (Ferrari)             | Max Verstappen (Red Bull Racing-RBPT) | Lewis Hamilton (Mercedes)             | Max Verstappen (Red Bull Racing-RBPT) | Max Verstappen (Red Bull Racing-RBPT) | Max Verstappen (Red Bull Racing-RBPT) | Red Bull Racing-RBPT         |  |
| 12  | 24. Juli      | Frankreich (Le Castellet)    | 309,626      | Max Verstappen (Red Bull Racing-RBPT) | Lewis Hamilton (Mercedes)             | George Russell (Mercedes)             | Charles Leclerc (Ferrari)             | Carlos Sainz jr. (Ferrari)            | Max Verstappen (Red Bull Racing-RBPT) | Red Bull Racing-RBPT         |  |
| 13  | 31. Juli      | Ungarn (Mogyoród)            | 306,670      | Max Verstappen (Red Bull Racing-RBPT) | Lewis Hamilton (Mercedes)             | George Russell (Mercedes)             | George Russell (Mercedes)             | Lewis Hamilton (Mercedes)             | Max Verstappen (Red Bull Racing-RBPT) | Red Bull Racing-RBPT         |  |
| 14  | 28. August    | Belgien (Spa-Francorchamps)  | 308,176      | Max Verstappen (Red Bull Racing-RBPT) | Sergio Pérez (Red Bull Racing-RBPT)   | Carlos Sainz jr. (Ferrari)            | Carlos Sainz jr. 1 (Ferrari)          | Max Verstappen (Red Bull Racing-RBPT) | Max Verstappen (Red Bull Racing-RBPT) | Red Bull Racing-RBPT         |  |
| 15  | 4. September  | Niederlande (Zandvoort)      | 306.587      | Max Verstappen (Red Bull Racing-RBPT) | George Russell (Mercedes)             | Charles Leclerc (Ferrari)             | Max Verstappen (Red Bull Racing-RBPT) | Max Verstappen (Red Bull Racing-RBPT) | Max Verstappen (Red Bull Racing-RBPT) | Red Bull Racing-RBPT         |  |
| 16  | 11. September | Italien (Monza)              | 307,029      | Max Verstappen (Red Bull Racing-RBPT) | Charles Leclerc (Ferrari)             | George Russell (Mercedes)             | Charles Leclerc (Ferrari)             | Sergio Pérez (Red Bull Racing-RBPT)   | Max Verstappen (Red Bull Racing-RBPT) | Red Bull Racing-RBPT         |  |
| 17  | 2. Oktober    | Singapur (Singapur)          | 298,717      | Sergio Pérez (Red Bull Racing-RBPT)   | Charles Leclerc (Ferrari)             | Carlos Sainz jr. (Ferrari)            | Charles Leclerc (Ferrari)             | George Russell (Mercedes)             | Max Verstappen (Red Bull Racing-RBPT) | Red Bull Racing-RBPT         |  |
| 18  | 9. Oktober    | Japan (Suzuka)               | 162,296      | Max Verstappen (Red Bull Racing-RBPT) | Sergio Pérez (Red Bull Racing-RBPT)   | Charles Leclerc (Ferrari)             | Max Verstappen (Red Bull Racing-RBPT) | Zhou Guanyu (Alfa Romeo-Ferrari)      | Max Verstappen (Red Bull Racing-RBPT) | Red Bull Racing-RBPT         |  |
| 19  | 23. Oktober   | USA (Austin)                 | 308,405      | Max Verstappen (Red Bull Racing-RBPT) | Lewis Hamilton (Mercedes)             | Charles Leclerc (Ferrari)             | Carlos Sainz jr. (Ferrari)            | George Russell (Mercedes)             | Max Verstappen (Red Bull Racing-RBPT) | Red Bull Racing-RBPT         |  |
| 20  | 30. Oktober   | Mexiko (Mexiko-Stadt)        | 305,354      | Max Verstappen (Red Bull Racing-RBPT) | Lewis Hamilton (Mercedes)             | Sergio Pérez (Red Bull Racing-RBPT)   | Max Verstappen (Red Bull Racing-RBPT) | George Russell (Mercedes)             | Max Verstappen (Red Bull Racing-RBPT) | Red Bull Racing-RBPT         |  |
| 21  | 12. November  | São Paulo (Interlagos)       | 103,416      | George Russell (Mercedes)             | Carlos Sainz jr. (Ferrari)            | Lewis Hamilton (Mercedes)             | George Russell (Mercedes)             | Kevin Magnussen (Haas-Ferrari)        | Max Verstappen (Red Bull Racing-RBPT) | Red Bull Racing-RBPT         |  |
| 21  | 13. November  | São Paulo (Interlagos)       | 305,879      | George Russell (Mercedes)             | Lewis Hamilton (Mercedes)             | Carlos Sainz jr. (Ferrari)            | George Russell (Mercedes)             | Kevin Magnussen (Haas-Ferrari)        | Max Verstappen (Red Bull Racing-RBPT) | Red Bull Racing-RBPT         |  |
| 22  | 20. November  | Abu Dhabi (Yas-Insel)        | 306,183      | Max Verstappen (Red Bull Racing-RBPT) | Charles Leclerc (Ferrari)             | Sergio Pérez (Red Bull Racing-RBPT)   | Max Verstappen (Red Bull Racing-RBPT) | Lando Norris (McLaren-Mercedes)       | Max Verstappen (Red Bull Racing-RBPT) | Red Bull Racing-RBPT         |  |

Anmerkungen:

Die Ergebnisse von Sprints sind grau hinterlegt.

## Rennberichte

### Großer Preis von Bahrain
| Platz | Fahrer           | Team     | Zeit        |
| ----- | ---------------- | -------- | ----------- |
| 1     | Charles Leclerc  | Ferrari  | 1:37:33,584 |
| 2     | Carlos Sainz jr. | Ferrari  | + 5,598     |
| 3     | Lewis Hamilton   | Mercedes | + 9,675     |
| PP    | Charles Leclerc  | Ferrari  | 1:30,558    |
| SR    | Charles Leclerc  | Ferrari  | 1:34,570    |

Der Große Preis von Bahrain auf dem Bahrain International Circuit fand am 20. März 2022 statt und ging über eine Distanz von 57 Runden à 5,412 km, was einer Gesamtdistanz von 308,238 km entspricht.
Charles Leclerc gewann das Rennen vor Carlos Sainz jr. und Lewis Hamilton.
Damit übernahm Charles Leclerc zum ersten Mal in seiner Karriere die Führung in der Fahrermeisterschaft und ist der erste Monegasse an dieser Position. Es ist Ferraris erster Doppelsieg seit dem Großen Preis von Singapur 2019 und das erste Mal seit dem Großen Preis von Großbritannien 2018, dass sie die Konstrukteursmeisterschaft anführen.

### Großer Preis von Saudi-Arabien
| Platz | Fahrer           | Team                 | Zeit        |
| ----- | ---------------- | -------------------- | ----------- |
| 1     | Max Verstappen   | Red Bull Racing-RBPT | 1:24:19,293 |
| 2     | Charles Leclerc  | Ferrari              | + 0,549     |
| 3     | Carlos Sainz jr. | Ferrari              | + 8,097     |
| PP    | Sergio Pérez     | Red Bull Racing-RBPT | 1:28,200    |
| SR    | Charles Leclerc  | Ferrari              | 1:31,634    |

Der Große Preis von Saudi-Arabien auf dem Jeddah Corniche Circuit fand am 27. März 2022 statt und ging über eine Distanz von 50 Runden à 6,174 km, was einer Gesamtdistanz von 308,450 km entspricht.
Max Verstappen gewann das Rennen vor Charles Leclerc und Carlos Sainz jr.

### Großer Preis von Australien
| Platz | Fahrer          | Team                 | Zeit        |
| ----- | --------------- | -------------------- | ----------- |
| 1     | Charles Leclerc | Ferrari              | 1:27:46,548 |
| 2     | Sergio Pérez    | Red Bull Racing-RBPT | + 20,524    |
| 3     | George Russell  | Mercedes             | + 25,593    |
| PP    | Charles Leclerc | Ferrari              | 1:17,868    |
| SR    | Charles Leclerc | Ferrari              | 1:20,260    |

Der Große Preis von Australien auf dem Albert Park Circuit fand am 10. April 2022 statt und ging über eine Distanz von 58 Runden à 5,278 km, was einer Gesamtdistanz von 306,124 km entspricht.
Charles Leclerc gewann das Rennen vor Sergio Pérez und George Russell. Der 24-jährige Monegasse erreichte außerdem seinen ersten Grand Slam in der Formel 1, indem er die Pole Position holte, den Sieg sowie die schnellste Rennrunde einfuhr und noch dazu jede Runde des Rennens anführte.

### Großer Preis der Emilia-Romagna
| Platz | Fahrer         | Team                 | Zeit        |
| ----- | -------------- | -------------------- | ----------- |
| 1     | Max Verstappen | Red Bull Racing-RBPT | 1:32:07,986 |
| 2     | Sergio Pérez   | Red Bull Racing-RBPT | + 16,257    |
| 3     | Lando Norris   | McLaren-Mercedes     | + 34,834    |
| PP    | Max Verstappen | Red Bull Racing-RBPT | 1:27,999    |
| SR    | Max Verstappen | Red Bull Racing-RBPT | 1:18,446    |

Der Große Preis der Emilia-Romagna auf dem Autodromo Enzo e Dino Ferrari fand am 24. April 2022 statt und ging über eine Distanz von 63 Runden à 4,909 km, was einer Gesamtdistanz von 309,049 km entspricht.
Max Verstappen gewann das Rennen vor Sergio Pérez und Lando Norris. Der Doppelsieg war der Erste für Red Bull Racing seit dem Großen Preis von Malaysia 2016.

### Großer Preis von Miami
| Platz | Fahrer           | Team                 | Zeit        |
| ----- | ---------------- | -------------------- | ----------- |
| 1     | Max Verstappen   | Red Bull Racing-RBPT | 1:34:24,258 |
| 2     | Charles Leclerc  | Ferrari              | + 3,786     |
| 3     | Carlos Sainz jr. | Ferrari              | + 8,229     |
| PP    | Charles Leclerc  | Ferrari              | 1:28,796    |
| SR    | Max Verstappen   | Red Bull Racing-RBPT | 1:31,361    |

Der Große Preis von Miami auf dem Miami International Autodrome fand am 8. Mai 2022 statt und ging über eine Distanz von 57 Runden à 5,412 km, was einer Gesamtdistanz von 308,326 km entspricht.
Max Verstappen gewann das Rennen vor Charles Leclerc und Carlos Sainz jr.

### Großer Preis von Spanien
| Platz | Fahrer          | Team                 | Zeit        |
| ----- | --------------- | -------------------- | ----------- |
| 1     | Max Verstappen  | Red Bull Racing-RBPT | 1:37:20,475 |
| 2     | Sergio Pérez    | Red Bull Racing-RBPT | + 13,072    |
| 3     | George Russell  | Mercedes             | + 32,927    |
| PP    | Charles Leclerc | Ferrari              | 1:18,750    |
| SR    | Sergio Pérez    | Red Bull Racing-RBPT | 1:23,108    |

Der Große Preis von Spanien auf dem Circuit de Barcelona-Catalunya fand am 22. Mai 2022 statt und ging über eine Distanz von 66 Runden à 4,675 km, was einer Gesamtdistanz von 308,424 km entspricht.
Max Verstappen gewann das Rennen vor Sergio Pérez und George Russell.

### Großer Preis von Monaco
| Platz | Fahrer           | Team                 | Zeit        |
| ----- | ---------------- | -------------------- | ----------- |
| 1     | Sergio Pérez     | Red Bull Racing-RBPT | 1:56:30,265 |
| 2     | Carlos Sainz jr. | Ferrari              | + 1,154     |
| 3     | Max Verstappen   | Red Bull Racing-RBPT | + 1,491     |
| PP    | Charles Leclerc  | Ferrari              | 1:11,376    |
| SR    | Lando Norris     | McLaren-Mercedes     | 1:14,693    |

Der Große Preis von Monaco auf dem Circuit de Monaco fand am 29. Mai 2022 statt und ging über eine Distanz von 64 Runden à 3,337 km, was einer Gesamtdistanz von 213,568 km entspricht.
Sergio Pérez gewann das Rennen vor Carlos Sainz jr. und Max Verstappen.

### Großer Preis von Aserbaidschan
| Platz | Fahrer          | Team                 | Zeit        |
| ----- | --------------- | -------------------- | ----------- |
| 1     | Max Verstappen  | Red Bull Racing-RBPT | 1:34:05,941 |
| 2     | Sergio Pérez    | Red Bull Racing-RBPT | + 20,823    |
| 3     | George Russell  | Mercedes             | + 45,995    |
| PP    | Charles Leclerc | Ferrari              | 1:41,359    |
| SR    | Sergio Pérez    | Red Bull Racing-RBPT | 1:46,046    |

Der Große Preis von Aserbaidschan auf dem Baku City Circuit fand am 12. Juni 2022 statt und ging über eine Distanz von 51 Runden à 6,003 km, was einer Gesamtdistanz von 306,153 km entspricht.
Max Verstappen gewann das Rennen vor Sergio Pérez und George Russell.

### Großer Preis von Kanada
| Platz | Fahrer           | Team                 | Zeit        |
| ----- | ---------------- | -------------------- | ----------- |
| 1     | Max Verstappen   | Red Bull Racing-RBPT | 1:36:21,757 |
| 2     | Carlos Sainz jr. | Ferrari              | + 0,993     |
| 3     | Lewis Hamilton   | Mercedes             | + 7,006     |
| PP    | Max Verstappen   | Red Bull Racing-RBPT | 1:21,299    |
| SR    | Carlos Sainz jr. | Ferrari              | 1:15,749    |

Der Große Preis von Kanada auf dem Circuit Gilles-Villeneuve fand am 19. Juni 2022 statt und ging über eine Distanz von 70 Runden à 4,361 km, was einer Gesamtdistanz von 305,270 km entspricht.
Max Verstappen gewann das Rennen vor Carlos Sainz jr. und Lewis Hamilton.

### Großer Preis von Großbritannien
| Platz | Fahrer           | Team                 | Zeit        |
| ----- | ---------------- | -------------------- | ----------- |
| 1     | Carlos Sainz jr. | Ferrari              | 2:17:50,311 |
| 2     | Sergio Pérez     | Red Bull Racing-RBPT | + 3,779     |
| 3     | Lewis Hamilton   | Mercedes             | + 6,225     |
| PP    | Carlos Sainz jr. | Ferrari              | 1:40,983    |
| SR    | Lewis Hamilton   | Mercedes             | 1:30,510    |

Der Große Preis von Großbritannien in Silverstone fand am 3. Juli 2022 statt und ging über eine Distanz von 52 Runden à 5,891 km, was einer Gesamtdistanz von 306,198 km entspricht.
Carlos Sainz jr. gewann das Rennen vor Sergio Pérez und Lewis Hamilton. Es war Sainz’ erster Grand-Prix-Sieg sowie der erste eines Spaniers seit dem Sieg von Fernando Alonso beim Großen Preis von Spanien 2013.

### Großer Preis von Österreich
| Platz | Fahrer          | Team                 | Zeit        |
| ----- | --------------- | -------------------- | ----------- |
| 1     | Charles Leclerc | Ferrari              | 1:24:24,312 |
| 2     | Max Verstappen  | Red Bull Racing-RBPT | + 1,532     |
| 3     | Lewis Hamilton  | Mercedes             | + 41,217    |
| PP    | Max Verstappen  | Red Bull Racing-RBPT | 1:04,984    |
| SR    | Max Verstappen  | Red Bull Racing-RBPT | 1:07,275    |

Der Große Preis von Österreich in Spielberg fand am 10. Juli 2022 statt und ging über eine Distanz von 71 Runden à 4,318 km, was einer Gesamtdistanz von 306,452 km entspricht.
Charles Leclerc gewann das Rennen vor Max Verstappen und Lewis Hamilton. Es war der erste Sieg eines Ferrari-Piloten in Österreich seit 2003.

### Großer Preis von Frankreich
| Platz | Fahrer           | Team                 | Zeit        |
| ----- | ---------------- | -------------------- | ----------- |
| 1     | Max Verstappen   | Red Bull Racing-RBPT | 1:30:02,112 |
| 2     | Lewis Hamilton   | Mercedes             | + 10,587    |
| 3     | George Russell   | Mercedes             | + 16,495    |
| PP    | Charles Leclerc  | Ferrari              | 1:30,872    |
| SR    | Carlos Sainz jr. | Ferrari              | 1:35,871    |

Der Große Preis von Frankreich in Le Castellet fand am 24. Juli 2022 statt und ging über eine Distanz von 53 Runden à 5,842 km, was einer Gesamtdistanz von 309,690 km entspricht.
Max Verstappen gewann das Rennen vor Lewis Hamilton und George Russell. Damit gewann der Niederländer zum zweiten Mal in Folge in Frankreich und erzielte seinen siebten Saisonsieg.

### Großer Preis von Ungarn
| Platz | Fahrer         | Team                 | Zeit        |
| ----- | -------------- | -------------------- | ----------- |
| 1     | Max Verstappen | Red Bull Racing-RBPT | 1:39:35,912 |
| 2     | Lewis Hamilton | Mercedes             | + 7,843     |
| 3     | George Russell | Mercedes             | + 12,337    |
| PP    | George Russell | Mercedes             | 1:17,377    |
| SR    | Lewis Hamilton | Mercedes             | 1:21,386    |

Der Große Preis von Ungarn auf dem Hungaroring fand am 31. Juli 2022 statt und ging über eine Distanz von 70 Runden à 4,381 km, was einer Gesamtdistanz von 306,63 km entspricht.
Max Verstappen gewann das Rennen vor Lewis Hamilton und George Russell.

### Großer Preis von Belgien
| Platz | Fahrer           | Team                 | Zeit        |
| ----- | ---------------- | -------------------- | ----------- |
| 1     | Max Verstappen   | Red Bull Racing-RBPT | 1:25:52,894 |
| 2     | Sergio Pérez     | Red Bull Racing-RBPT | + 17,841    |
| 3     | Carlos Sainz jr. | Ferrari              | + 26,886    |
| PP    | Carlos Sainz jr. | Ferrari              | 1:44,297    |
| SR    | Max Verstappen   | Red Bull Racing-RBPT | 1:49,354    |

Der Große Preis von Belgien auf dem Circuit de Spa-Francorchamps fand am 28. August 2022 statt und ging über eine Distanz von 44 Runden à 7,004 km, was einer Gesamtdistanz von 308,052 km entspricht.
Max Verstappen gewann das Rennen vor Sergio Pérez und Carlos Sainz jr.

### Großer Preis der Niederlande
| Platz | Fahrer          | Team                 | Zeit        |
| ----- | --------------- | -------------------- | ----------- |
| 1     | Max Verstappen  | Red Bull Racing-RBPT | 1:36:42,773 |
| 2     | George Russell  | Mercedes             | + 4,071     |
| 3     | Charles Leclerc | Ferrari              | + 10,929    |
| PP    | Max Verstappen  | Red Bull Racing-RBPT | 1:10,342    |
| SR    | Max Verstappen  | Red Bull Racing-RBPT | 1:13,652    |

Der Große Preis der Niederlande auf dem Circuit Park Zandvoort fand am 4. September 2022 statt und ging über eine Distanz von 72 Runden à 4,259 km, was einer Gesamtdistanz von 306,587 km entspricht.
Max Verstappen gewann das Rennen vor George Russell und Charles Leclerc.

### Großer Preis von Italien
| Platz | Fahrer          | Team                 | Zeit        |
| ----- | --------------- | -------------------- | ----------- |
| 1     | Max Verstappen  | Red Bull Racing-RBPT | 1:20:27,511 |
| 2     | Charles Leclerc | Ferrari              | + 2,446     |
| 3     | George Russell  | Mercedes             | + 3,405     |
| PP    | Charles Leclerc | Ferrari              | 1:20,161    |
| SR    | Sergio Pérez    | Red Bull Racing-RBPT | 1:24,030    |

Der Große Preis von Italien auf dem Autodromo Nazionale di Monza fand am 11. September 2022 statt und ging über eine Distanz von 53 Runden à 5,793 km, was einer Gesamtdistanz von 306,72 km entspricht.
Max Verstappen gewann das Rennen vor Charles Leclerc und George Russell.

### Großer Preis von Singapur
| Platz | Fahrer           | Team                 | Zeit        |
| ----- | ---------------- | -------------------- | ----------- |
| 1     | Sergio Pérez     | Red Bull Racing-RBPT | 2:02:20,238 |
| 2     | Charles Leclerc  | Ferrari              | + 2,595     |
| 3     | Carlos Sainz jr. | Ferrari              | + 7,710     |
| PP    | Charles Leclerc  | Ferrari              | 1:49,412    |
| SR    | George Russell   | Mercedes             | 1:46,458    |

Der Große Preis von Singapur auf dem Marina Bay Street Circuit fand am 2. Oktober 2022 statt und ging über eine Distanz von 59 Runden à 5,063 km, was einer Gesamtdistanz von 298,72 km entspricht.
Sergio Pérez gewann das Rennen vor Charles Leclerc und Carlos Sainz Jr.

### Großer Preis von Japan
| Platz | Fahrer          | Team                 | Zeit        |
| ----- | --------------- | -------------------- | ----------- |
| 1     | Max Verstappen  | Red Bull Racing-RBPT | 3:01:44,004 |
| 2     | Sergio Pérez    | Red Bull Racing-RBPT | + 27,066    |
| 3     | Charles Leclerc | Ferrari              | + 31,763    |
| PP    | Max Verstappen  | Red Bull Racing-RBPT | 1:29,304    |
| SR    | Zhou Guanyu     | Alfa Romeo-Ferrari   | 1:44,411    |

Der Große Preis von Japan auf dem Suzuka International Racing Course in Suzuka fand am 9. Oktober 2022 statt und ging über eine Distanz von 28 Runden à 5,807 km, was einer Gesamtdistanz von 162,60 km entspricht.
Max Verstappen gewann das Rennen vor Sergio Pérez und Charles Leclerc. Mit dem Sieg sicherte sich Verstappen vorzeitig den Gesamtsieg in der Fahrerwertung und wurde nach 2021 zum zweiten Mal Weltmeister.

### Großer Preis der USA
| Platz | Fahrer           | Team                 | Zeit        |
| ----- | ---------------- | -------------------- | ----------- |
| 1     | Max Verstappen   | Red Bull Racing-RBPT | 1:42:11,687 |
| 2     | Lewis Hamilton   | Mercedes             | + 5,023     |
| 3     | Charles Leclerc  | Ferrari              | + 7,501     |
| PP    | Carlos Sainz jr. | Ferrari              | 1:34,356    |
| SR    | George Russell   | Mercedes             | 1:38,788    |

Der Große Preis der USA auf dem Circuit of The Americas in Austin fand am 23. Oktober 2022 statt und ging über eine Distanz von 56 Runden à 5,513 km, was einer Gesamtdistanz von 308,405 km entspricht.
Max Verstappen gewann das Rennen vor Lewis Hamilton und Charles Leclerc. Mit seinem 13. Saisonsieg zog Verstappen mit den bisherigen Rekordhaltern für die meisten Siege in einer Saison, Michael Schumacher (2004) und Sebastian Vettel (2013), gleich. Zudem gewann Red Bull Racing vorzeitig zum ersten Mal seit 2013 die Konstrukteursmeisterschaft.

### Großer Preis von Mexiko
| Platz | Fahrer         | Team                 | Zeit        |
| ----- | -------------- | -------------------- | ----------- |
| 1     | Max Verstappen | Red Bull Racing-RBPT | 1:38:36,729 |
| 2     | Lewis Hamilton | Mercedes             | + 15,186    |
| 3     | Sergio Pérez   | Red Bull Racing-RBPT | + 18,097    |
| PP    | Max Verstappen | Red Bull Racing-RBPT | 1:17,775    |
| SR    | George Russell | Mercedes             | 1:20,153    |

Der Große Preis von Mexiko auf dem Autódromo Hermanos Rodríguez in Mexiko-Stadt fand am 30. Oktober 2022 statt und ging über eine Distanz von 71 Runden à 4,304 km, was einer Gesamtdistanz von 305,354 km entspricht.
Max Verstappen gewann das Rennen vor Lewis Hamilton und Sergio Pérez. Mit seinem 14. Saisonsieg stellte Verstappen einen neuen Rekord für die meisten Siege in einer Saison auf.

### Großer Preis von São Paulo
| Platz | Fahrer           | Team         | Zeit        |
| ----- | ---------------- | ------------ | ----------- |
| 1     | George Russell   | Mercedes     | 1:38:34,044 |
| 2     | Lewis Hamilton   | Mercedes     | + 1,529     |
| 3     | Carlos Sainz jr. | Ferrari      | + 4,051     |
| PP    | Kevin Magnussen  | Haas-Ferrari | 1:11,674    |
| SR    | George Russell   | Mercedes     | 1:13,785    |

Der Große Preis von São Paulo auf dem Autódromo José Carlos Pace fand am 13. November 2022 statt und ging über eine Distanz von 71 Runden à 4,303 km, was einer Gesamtdistanz von 305,909 km entspricht.
George Russell gewann das Rennen vor Lewis Hamilton und Carlos Sainz Jr. Für Russell war es der erste Sieg in der Formel-1-Weltmeisterschaft, für Mercedes war es der erste Saisonsieg sowie der erste Doppelsieg seit dem Großen Preis der Emilia-Romagna 2020.

### Großer Preis von Abu Dhabi
| Platz | Fahrer          | Team                 | Zeit        |
| ----- | --------------- | -------------------- | ----------- |
| 1     | Max Verstappen  | Red Bull Racing-RBPT | 1:27:45,914 |
| 2     | Charles Leclerc | Ferrari              | + 8,771     |
| 3     | Sergio Pérez    | Red Bull Racing-RBPT | + 10,093    |
| PP    | Max Verstappen  | Red Bull Racing-RBPT | 1.23,824    |
| SR    | Lando Norris    | McLaren-Mercedes     | 1.28,391    |

Der Große Preis von Abu Dhabi auf dem Yas Marina Circuit fand am 20. November 2022 statt und ging über eine Distanz von 58 Runden à 5,279 km, was einer Gesamtdistanz von 306,183 km entspricht.
Max Verstappen gewann das Rennen vor Charles Leclerc und Sergio Pérez.
Der vierfache Weltmeister Sebastian Vettel startete zum letzten Mal zu einem Grand Prix.

## Qualifying-/Rennduelle
Diese beiden Tabellen zeigen, welche Fahrer im jeweiligen Team die besseren Platzierungen im Qualifying bzw. im Rennen erreicht haben.
| Fahrer                       | :                    | Fahrer               |
| Red Bull Racing-RBPT         | Red Bull Racing-RBPT | Red Bull Racing-RBPT |
| ---------------------------- | -------------------- | -------------------- |
| Max Verstappen               | 18:4                 | Sergio Pérez         |
| Mercedes                     |                      |                      |
| George Russell               | 9:13                 | Lewis Hamilton       |
| Ferrari                      |                      |                      |
| Charles Leclerc              | 15:7                 | Carlos Sainz jr.     |
| McLaren-Mercedes             |                      |                      |
| Daniel Ricciardo             | 2:20                 | Lando Norris         |
| Alpine-Renault               |                      |                      |
| Fernando Alonso              | 12:10                | Esteban Ocon         |
| AlphaTauri-RBPT              |                      |                      |
| Pierre Gasly                 | 13:9                 | Yuki Tsunoda         |
| Aston Martin Aramco-Mercedes |                      |                      |
| Lance Stroll                 | 1:1                  | Nico Hülkenberg      |
| Lance Stroll                 | 7:13                 | Sebastian Vettel     |
| Williams-Mercedes            |                      |                      |
| Alexander Albon              | 19:2                 | Nicholas Latifi      |
| Nyck de Vries                | 1:0                  | Nicholas Latifi      |
| Alfa Romeo-Ferrari           |                      |                      |
| Valtteri Bottas              | 14:8                 | Zhou Guanyu          |
| Haas-Ferrari                 |                      |                      |
| Kevin Magnussen              | 16:6                 | Mick Schumacher      |

| Fahrer                       | :                    | Fahrer               |
| Red Bull Racing-RBPT         | Red Bull Racing-RBPT | Red Bull Racing-RBPT |
| ---------------------------- | -------------------- | -------------------- |
| Max Verstappen               | 16:5                 | Sergio Pérez         |
| Mercedes                     |                      |                      |
| George Russell               | 11:10                | Lewis Hamilton       |
| Ferrari                      |                      |                      |
| Charles Leclerc              | 12:8                 | Carlos Sainz jr.     |
| McLaren-Mercedes             |                      |                      |
| Daniel Ricciardo             | 5:13                 | Lando Norris         |
| Alpine-Renault               |                      |                      |
| Fernando Alonso              | 7:11                 | Esteban Ocon         |
| AlphaTauri-RBPT              |                      |                      |
| Pierre Gasly                 | 13:7                 | Yuki Tsunoda         |
| Aston Martin Aramco-Mercedes |                      |                      |
| Lance Stroll                 | 1:1                  | Nico Hülkenberg      |
| Lance Stroll                 | 9:10                 | Sebastian Vettel     |
| Williams-Mercedes            |                      |                      |
| Alexander Albon              | 15:4                 | Nicholas Latifi      |
| Nyck de Vries                | 1:0                  | Nicholas Latifi      |
| Alfa Romeo-Ferrari           |                      |                      |
| Valtteri Bottas              | 14:6                 | Zhou Guanyu          |
| Haas-Ferrari                 |                      |                      |
| Kevin Magnussen              | 7:12                 | Mick Schumacher      |

## Weltmeisterschaftswertungen
Weltmeister wird derjenige Fahrer bzw. Konstrukteur, der bis zum Saisonende am meisten Punkte in der Weltmeisterschaft ansammelt. Bei der Punkteverteilung werden die Platzierungen im Gesamtergebnis des jeweiligen Rennens berücksichtigt. Die zehn erstplatzierten Fahrer jedes Rennens erhalten Punkte nach folgendem Schema:
| Punkteverteilung | Punkteverteilung | Punkteverteilung | Punkteverteilung | Punkteverteilung | Punkteverteilung | Punkteverteilung | Punkteverteilung | Punkteverteilung | Punkteverteilung | Punkteverteilung |
| ---------------- | ---------------- | ---------------- | ---------------- | ---------------- | ---------------- | ---------------- | ---------------- | ---------------- | ---------------- | ---------------- |
| Platz            | 1                | 2                | 3                | 4                | 5                | 6                | 7                | 8                | 9                | 10               |
| Punkte           | 25               | 18               | 15               | 12               | 10               | 8                | 6                | 4                | 2                | 1                |

Zusätzlich erhält der Fahrer, der die schnellste Runde erzielt, einen Bonuspunkt, wenn er das Rennen in den Top 10 beendet.
| Punkteverteilung Sprintrennen | Punkteverteilung Sprintrennen | Punkteverteilung Sprintrennen | Punkteverteilung Sprintrennen | Punkteverteilung Sprintrennen | Punkteverteilung Sprintrennen | Punkteverteilung Sprintrennen | Punkteverteilung Sprintrennen | Punkteverteilung Sprintrennen |
| ----------------------------- | ----------------------------- | ----------------------------- | ----------------------------- | ----------------------------- | ----------------------------- | ----------------------------- | ----------------------------- | ----------------------------- |
| Platz                         | 1                             | 2                             | 3                             | 4                             | 5                             | 6                             | 7                             | 8                             |
| Punkte                        | 8                             | 7                             | 6                             | 5                             | 4                             | 3                             | 2                             | 1                             |

### Fahrerwertung
| Pos. | Fahrer        | Konstrukteur                 |      |      |     |     |     |      |     |     |      |     |     |     |     |      |      |     |     |      |     |     |     |      |     |     |     | Punkte |
| Pos. | Fahrer        | Konstrukteur                 | SPR  | HAU  | SPR | HAU | SPR | HAU  |     |     |      |     |     |     |     |      |      |     |     |      |     |     |     |      |     |     |     | Punkte |
| 01   | M. Verstappen | Red Bull Racing-RBPT         | *19* | 1    | DNF | 1   | 1   | 1    | 1   | 3   | 1    | 1   | 7   | 1   | 2   | 1    | 1    | 1   | 1   | 1    | 7   | 1   | 1   | 1    | 4   | 6   | 1   | 454    |
| 02   | C. Leclerc    | Ferrari                      | 1    | 2    | 1   | 2   | 6   | 2    | DNF | 4   | DNF  | 5   | 4   | 2   | 1   | DNF  | 6    | 6   | 3   | 2    | 2   | 3   | 3   | 6    | 6   | 4   | 2   | 308    |
| 03   | S. Pérez      | Red Bull Racing-RBPT         | *18* | 4    | 2   | 3   | 2   | 4    | 2   | 1   | 2    | DNF | 2   | 5   | DNF | 4    | 5    | 2   | 5   | 6    | 1   | 2   | 4   | 3    | 5   | 7   | 3   | 305    |
| 04   | G. Russell    | Mercedes                     | 4    | 5    | 3   | 11  | 4   | 5    | 3   | 5   | 3    | 4   | DNF | 4   | 4   | 3    | 3    | 4   | 2   | 3    | 14  | 8   | 5   | 4    | 1   | 1   | 5   | 275    |
| 05   | C. Sainz      | Ferrari                      | 2    | 3    | DNF | 4   | DNF | 3    | 4   | 2   | DNF  | 2   | 1   | 3   | DNF | 5    | 4    | 3   | 8   | 4    | 3   | DNF | DNF | 5    | 2   | 3   | 4   | 246    |
| 06   | L. Hamilton   | Mercedes                     | 3    | 10   | 4   | 14  | 13  | 6    | 5   | 8   | 4    | 3   | 3   | 8   | 3   | 2    | 2    | DNF | 4   | 5    | 9   | 5   | 2   | 2    | 3   | 2   | 18* | 240    |
| 07   | L. Norris     | McLaren-Mercedes             | 15   | 7    | 5   | 5   | 3   | DNF  | 8   | 6   | 9    | 15  | 6   | 11  | 7   | 7    | 7    | 12  | 7   | 7    | 4   | 10  | 6   | 9    | 7   | DNF | 6   | 122    |
| 08   | E. Ocon       | Alpine-Renault               | 7    | 6    | 7   | 16  | 14  | 8    | 7   | 12  | 10   | 6   | DNF | 6   | 5   | 8    | 9    | 7   | 9   | 11   | DNF | 4   | 11  | 8    | 17  | 8   | 7   | 92     |
| 09   | F. Alonso     | Alpine-Renault               | 9    | DNF  | 17  | 9   | DNF | 11   | 9   | 7   | 7    | 9   | 5   | DNF | 10  | 6    | 8    | 5   | 6   | DNF  | DNF | 7   | 7   | *19* | 18  | 5   | DNF | 81     |
| 10   | V. Bottas     | Alfa Romeo-Ferrari           | 6    | DNF  | 8   | 7   | 5   | 7    | 6   | 9   | 11   | 7   | DNF | 10  | 11  | 14   | *20* | DNF | DNF | 13   | 11  | 15  | DNF | 10   | 14  | 9   | 15  | 49     |
| 11   | D. Ricciardo  | McLaren-Mercedes             | 14   | DNF  | 6   | 6   | 18  | 13   | 12  | 13  | 8    | 11  | 13  | 12  | 9   | 9    | 15   | 15  | 17  | *17* | 5   | 11  | 16  | 7    | 11  | DNF | 9   | 37     |
| 12   | S. Vettel     | Aston Martin Aramco-Mercedes | INJ  | INJ  | DNF | 13  | 8   | *17* | 11  | 10  | 6    | 12  | 9   | 19  | 15  | 11   | 10   | 8   | 14  | DNF  | 8   | 6   | 8   | 14   | 9   | 11  | 10  | 37     |
| 13   | K. Magnussen  | Haas-Ferrari                 | 5    | 9    | 14  | 8   | 9   | *16* | 17  | DNF | DNF  | 17  | 10  | 7   | 8   | DNF  | 16   | 16  | 15  | 16   | 12  | 14  | 9   | 17   | 8   | DNF | 17  | 25     |
| 14   | P. Gasly      | AlphaTauri-RBPT              | DNF  | 8    | 9   | 17  | 12  | DNF  | 13  | 11  | 5    | 14  | DNF | 15  | 16  | 12   | 12   | 9   | 11  | 8    | 10  | 18  | 14  | 11   | 10  | 14  | 14  | 23     |
| 15   | L. Stroll     | Aston Martin Aramco-Mercedes | 12   | 13   | 12  | 15  | 10  | 10   | 15  | 14  | *16* | 10  | 11  | 13  | 13  | 10   | 11   | 11  | 10  | DNF  | 6   | 12  | DNF | 15   | 16  | 10  | 8   | 18     |
| 16   | M. Schumacher | Haas-Ferrari                 | 11   | WD   | 13  | 10  | 17  | 15   | 14  | DNF | 14   | DNF | 8   | 9   | 6   | 15   | 14   | 17  | 13  | 12   | 13  | 17  | 15  | 16   | 12  | 13  | 16  | 12     |
| 17   | Y. Tsunoda    | AlphaTauri-RBPT              | 8    | DNS  | 15  | 12  | 7   | 12   | 10  | 17  | 13   | DNF | 14  | 17  | 17  | DNF  | 19   | 13  | DNF | 14   | DNF | 13  | 10  | DNF  | 15  | 17  | 11  | 12     |
| 18   | G. Zhou       | Alfa Romeo-Ferrari           | 10   | 11   | 11  | DNF | 15  | DNF  | DNF | 16  | DNF  | 8   | DNF | 14  | 14  | *16* | 13   | 14  | 16  | 10   | DNF | 16  | 12  | 13   | 13  | 12  | 12  | 6      |
| 19   | A. Albon      | Williams-Mercedes            | 13   | *14* | 10  | 18  | 11  | 9    | 18  | DNF | 16   | 12  | 13  | DNF | 12  | 13   | 17   | 10  | 12  | PO   | DNF | DNF | 13  | 12   | DNF | 15  | 13  | 4      |
| 20   | N. Latifi     | Williams-Mercedes            | 16   | DNF  | 16  | 19  | 16  | 14   | 16  | 15  | 15   | 16  | 12  | 18  | DNF | DNF  | 18   | 18  | 18  | 15   | DNF | 9   | 17  | 18   | 19  | 16  | 19* | 2      |
| 21   | N. de Vries   | Williams-Mercedes            |      |      |     |     |     |      | TD  |     |      |     |     |     |     |      |      |     |     | 9    |     |     |     |      |     |     |     | 2      |
| 21   | N. de Vries   | Mercedes                     |      |      |     |     |     |      |     |     |      |     |     |     |     | TD   |      |     |     |      |     |     |     | TD   |     |     |     | 2      |
| 21   | N. de Vries   | Aston Martin Aramco-Mercedes |      |      |     |     |     |      |     |     |      |     |     |     |     |      |      |     |     | TD   |     |     |     |      |     |     |     | 2      |
| 22   | N. Hülkenberg | Aston Martin Aramco-Mercedes | 17   | 12   |     |     |     |      |     |     |      |     |     |     |     |      |      |     |     |      |     |     |     |      |     |     |     | 0      |

| Legende  | Legende            | Legende                                                          |
| Farbe    | Abkürzung          | Bedeutung                                                        |
| -------- | ------------------ | ---------------------------------------------------------------- |
| Gold     | –                  | Sieg                                                             |
| Silber   | –                  | 2. Platz                                                         |
| Bronze   | –                  | 3. Platz                                                         |
| Grün     | –                  | Platzierung in den Punkten                                       |
| Blau     | –                  | Klassifiziert außerhalb der Punkteränge                          |
| Violett  | DNF                | Rennen nicht beendet (did not finish)                            |
| Violett  | NC                 | nicht klassifiziert (not classified)                             |
| Rot      | DNQ                | nicht qualifiziert (did not qualify)                             |
| Rot      | DNPQ               | in Vorqualifikation gescheitert (did not pre-qualify)            |
| Schwarz  | DSQ                | disqualifiziert (disqualified)                                   |
| Weiß     | DNS                | nicht am Start (did not start)                                   |
| Weiß     | WD                 | zurückgezogen (withdrawn)                                        |
| Hellblau | PO                 | nur am Training teilgenommen (practiced only)                    |
| Hellblau | TD                 | Freitags-Testfahrer (test driver)                                |
| ohne     | DNP                | nicht am Training teilgenommen (did not practice)                |
| ohne     | INJ                | verletzt oder krank (injured)                                    |
| ohne     | EX                 | ausgeschlossen (excluded)                                        |
| ohne     | DNA                | nicht erschienen (did not arrive)                                |
| ohne     | C                  | Rennen abgesagt (cancelled)                                      |
| ohne     | keine WM-Teilnahme |                                                                  |
| sonstige | P/fett             | Pole-Position                                                    |
| sonstige | 1/2/3/4/5/6/7/8    | Punktplatzierung im Sprint-/Qualifikationsrennen                 |
| sonstige | SR/kursiv          | Schnellste Rennrunde                                             |
| sonstige | *                  | nicht im Ziel, aufgrund der zurückgelegten Distanz aber gewertet |
| sonstige | ()                 | Streichresultate                                                 |
| sonstige | unterstrichen      | Führender in der Gesamtwertung                                   |

### Konstrukteurswertung
| Pos. | Konstrukteur                 | Nr.   |      |      |     |       |      |     |     |      |     |     |       |      |      |     |     |      |     |     |     |      |       |     | Punkte |
| 01   | Red Bull Racing-RBPT         | 01    | *19* | 1    | DNF | 1     | 1    | 1   | 3   | 1    | 1   | 7   | 121   | 1    | 1    | 1   | 1   | 1    | 7   | 1   | 1   | 1    | 464   | 1   | 759    |
| 01   | Red Bull Racing-RBPT         | 11    | *18* | 4    | 2   | 323   | 4    | 2   | 1   | 2    | DNF | 2   | 5DNF5 | 4    | 5    | 2   | 5   | 6    | 1   | 2   | 4   | 3    | 575   | 3   | 759    |
| 02   | Ferrari                      | 16    | 1    | 2    | 1   | 262   | 2    | DNF | 4   | DNF  | 5   | 4   | 212   | DNF  | 6    | 6   | 3   | 2    | 2   | 3   | 3   | 6    | 646   | 2   | 554    |
| 02   | Ferrari                      | 55    | 2    | 3    | DNF | 4DNF4 | 3    | 4   | 2   | DNF  | 2   | 1   | 3DNF3 | 5    | 4    | 3   | 8   | 4    | 3   | DNF | DNF | 5    | 232   | 4   | 554    |
| 03   | Mercedes                     | 44    | 3    | 10   | 4   | 13    | 6    | 5   | 8   | 4    | 3   | 3   | 838   | 2    | 2    | DNF | 4   | 5    | 9   | 5   | 2   | 2    | 323   | 18* | 515    |
| 03   | Mercedes                     | 63    | 4    | 5    | 3   | 4     | 5    | 3   | 5   | 3    | 4   | DNF | 4     | 3    | 3    | 4   | 2   | 3    | 14  | 8   | 6   | 4    | 1     | 5   | 515    |
| 04   | Alpine-Renault               | 14    | 9    | DNF  | 17  | DNF   | 11   | 9   | 7   | 7    | 9   | 5   | 10    | 6    | 8    | 5   | 6   | DNF  | DNF | 7   | 7   | *19* | 5     | DNF | 173    |
| 04   | Alpine-Renault               | 31    | 7    | 6    | 7   | 14    | 8    | 7   | 12  | 10   | 6   | DNF | 656   | 8    | 9    | 7   | 9   | 11   | DNF | 4   | 11  | 8    | 8     | 7   | 173    |
| 05   | McLaren-Mercedes             | 03    | 14   | DNF  | 6   | 6186  | 13   | 12  | 13  | 8    | 11  | 13  | 9     | 9    | 15   | 15  | 17  | *17* | 5   | 11  | 16  | 7    | DNF   | 9   | 159    |
| 05   | McLaren-Mercedes             | 04    | 15   | 7    | 5   | 535   | DNF  | 8   | 6   | 9    | 15  | 6   | 7     | 7    | 7    | 12  | 7   | 7    | 4   | 10  | 6   | 9    | 7DNF7 | 6   | 159    |
| 06   | Alfa Romeo-Ferrari           | 77    | 6    | DNF  | 8   | 757   | 7    | 6   | 9   | 11   | 7   | DNF | 11    | 14   | *20* | DNF | DNF | 13   | 11  | 15  | DNF | 10   | 9     | 15  | 55     |
| 06   | Alfa Romeo-Ferrari           | 24    | 10   | 11   | 11  | 15    | DNF  | DNF | 16  | DNF  | 8   | DNF | 14    | *16* | 13   | 14  | 16  | 10   | DNF | 16  | 12  | 13   | 12    | 12  | 55     |
| 07   | Aston Martin Aramco-Mercedes | 18    | 12   | 13   | 12  | 10    | 10   | 15  | 14  | *16* | 10  | 11  | 13    | 10   | 11   | 11  | 10  | *18* | 6   | 12  | DNF | 15   | 10    | 8   | 55     |
| 07   | Aston Martin Aramco-Mercedes | 05/27 | 17   | 12   | DNF | 8     | *17* | 11  | 10  | 6    | 12  | 9   | 15    | 11   | 10   | 8   | 14  | DNF  | 8   | 6   | 8   | 14   | 11    | 10  | 55     |
| 08   | Haas-Ferrari                 | 20    | 5    | 9    | 14  | 898   | *16* | 17  | DNF | DNF  | 17  | 10  | 787   | DNF  | 16   | 16  | 15  | 16   | 12  | 14  | 9   | 17   | 8DNF8 | 17  | 37     |
| 08   | Haas-Ferrari                 | 47    | 11   | WD   | 13  | 17    | 15   | 14  | DNF | 14   | DNF | 8   | 6     | 15   | 14   | 17  | 13  | 12   | 13  | 17  | 15  | 16   | 13    | 16  | 37     |
| 09   | AlphaTauri-RBPT              | 10    | DNF  | 8    | 9   | 12    | DNF  | 13  | 11  | 5    | 14  | DNF | 16    | 12   | 12   | 9   | 11  | 8    | 10  | 18  | 14  | 11   | 14    | 14  | 35     |
| 09   | AlphaTauri-RBPT              | 22    | 8    | DNS  | 15  | 7     | 12   | 10  | 17  | 13   | DNF | 14  | 17    | DNF  | 19   | 13  | DNF | 14   | DNF | 13  | 10  | DNF  | 17    | 11  | 35     |
| 10   | Williams-Mercedes            | 23/45 | 13   | *14* | 10  | 11    | 9    | 18  | DNF | 12   | 13  | DNF | 12    | 13   | 17   | 10  | 12  | 9    | DNF | DNF | 13  | 12   | 15    | 13  | 8      |
| 10   | Williams-Mercedes            | 06    | 16   | DNF  | 16  | 16    | 14   | 16  | 15  | 16   | 16  | 12  | DNF   | DNF  | 18   | 18  | 18  | 15   | DNF | 9   | 17  | 18   | 16    | 19* | 8      |

| Legende  | Legende            | Legende                                                          |
| Farbe    | Abkürzung          | Bedeutung                                                        |
| -------- | ------------------ | ---------------------------------------------------------------- |
| Gold     | –                  | Sieg                                                             |
| Silber   | –                  | 2. Platz                                                         |
| Bronze   | –                  | 3. Platz                                                         |
| Grün     | –                  | Platzierung in den Punkten                                       |
| Blau     | –                  | Klassifiziert außerhalb der Punkteränge                          |
| Violett  | DNF                | Rennen nicht beendet (did not finish)                            |
| Violett  | NC                 | nicht klassifiziert (not classified)                             |
| Rot      | DNQ                | nicht qualifiziert (did not qualify)                             |
| Rot      | DNPQ               | in Vorqualifikation gescheitert (did not pre-qualify)            |
| Schwarz  | DSQ                | disqualifiziert (disqualified)                                   |
| Weiß     | DNS                | nicht am Start (did not start)                                   |
| Weiß     | WD                 | zurückgezogen (withdrawn)                                        |
| Hellblau | PO                 | nur am Training teilgenommen (practiced only)                    |
| Hellblau | TD                 | Freitags-Testfahrer (test driver)                                |
| ohne     | DNP                | nicht am Training teilgenommen (did not practice)                |
| ohne     | INJ                | verletzt oder krank (injured)                                    |
| ohne     | EX                 | ausgeschlossen (excluded)                                        |
| ohne     | DNA                | nicht erschienen (did not arrive)                                |
| ohne     | C                  | Rennen abgesagt (cancelled)                                      |
| ohne     | keine WM-Teilnahme |                                                                  |
| sonstige | P/fett             | Pole-Position                                                    |
| sonstige | 1/2/3/4/5/6/7/8    | Punktplatzierung im Sprint-/Qualifikationsrennen                 |
| sonstige | SR/kursiv          | Schnellste Rennrunde                                             |
| sonstige | *                  | nicht im Ziel, aufgrund der zurückgelegten Distanz aber gewertet |
| sonstige | ()                 | Streichresultate                                                 |
| sonstige | unterstrichen      | Führender in der Gesamtwertung                                   |